# 케토이섬
케토이섬(러시아어: Кетой, 일본어: 計吐夷島)은 러시아 사할린주 쿠릴 열도 중부에 위치해 있는 섬이다. 이 섬은 시무시르섬 북쪽에 위치해 있으며 1875년~1945년에는 일본의 영토에 속해 있었다. 그러나 일본이 패전국이 되면서 러시아의 영토가 되었다.